# Stocksmyr-Brännan
Stocksmyr-Brännan är ett naturreservat i Lessebo och Uppvidinge kommuner i Kronobergs län.
Området är skyddat sedan 2012 och är 2 313 hektar stort. Det är beläget väster om Kosta samhälle och utgörs av vildmark med stora myrar och skogar.
Naturreservatet är en mosaik av våtmarker, skogar, sjöar och bäckar. Skogarna domineras av barrträd men har ett varierande inslag av lövträd som björk och asp. Våtmarkerna är varierande med högmossar, sluttande mossar, kärr och limnogena våtmarker. Vissa är helt fria från träd medan andra är helt skogbevuxna. I den södra delen finns också ett par igenväxande sjöar som tillsammans med lövträdsrika sumpskogar utgör stort värde för fågellivet.
På myrarna kan man se sileshår, myrlilja, missne och orkidéer. I gamla kullfallna tallar trivs många insekter.
Naturreservatet ingår i EU:s ekologiska nätverk, Natura 2000.